# Bennettazhia
Bennettazhia é um gênero de pterossauro tapejaromorfo do período do Cretáceo Inferior do que hoje é a Formação Hudspeth do estado de Oregon, nos Estados Unidos. Embora originalmente identificado como uma espécie do pterossauro pteranodontóide Pteranodon, acredita-se agora que Bennettazhia tenha sido um animal diferente. O tipo e única espécie é B. oregonensis.